# دراغون بول زد: كاكاروت
دراغون بول زد: كاكاروت (بالإنجليزية: Dragon Ball Z: Kakarot)‏ هي لعبة فيديو صدرت بتاريخ 16 يناير 2020، وتعمل على منصات إكس بوكس ون، مايكروسوفت ويندوز وبلاي ستيشن 4، وهي من تطوير سيبر كونيكت 2، ومن نشر نامكو بانداي جيمز، وهذه اللعبة تدعم العربية.